# Ronaldo Tavares
Ronaldo Rodrigues Tavares (Seixal, 22 luglio 1997) è un calciatore portoghese, attaccante dell'Estrela Amadora.

## Carriera

### Club
Nato ad Amora, Tavares si è unito all'accademia dello Sporting Lisbona all'età di 16 anni, proveniente dal Paio Pires FC. Ha fatto il suo esordio fra i profesionisti con la squadra B il 20 gennaio 2016, entrando nel secondo tempo al posto di Rafael Barbosa nella sconfitta per 2-0 contro il Feirense in Segunda Liga.
Ha segnato il suo primo gol il 20 agosto 2016, in una sconfitta per 2-4 contro il Fafe. Nel marzo 2018 è stato convocato dall'allenatore della prima squadra Jorge Jesus per un incontro degli ottavi di finale di UEFA Europa League contro il Viktoria Plzeň, ma è rimasto in panchina.
Il 23 luglio 2018 è stato prestato al Cova da Piedade. Nell'estate del 2019 ha lasciato lo Sporting e firmato con il Penafiel.
Nel settembre 2022 si è unito all'Estrela Amadora dopo l'interruzione delle trattative con il club turco del Tuzlaspor. Ha segnato 7 gol nella sua prima stagione, aiutando il club a tornare in Primeira Liga dopo 14 anni di assenza; il 25 agosto 2023 ha aperto le marcature nella vittoria per 2-1 contro l'Estoril Praia, l'incontro inaugurale della stagione.

### Nazionale
Tavares ha giocato una partita con il Portogallo Under-20, nell'amichevole pareggiata 1-1 contro la Corea del Sud il 25 gennaio 2017.

## Statistiche

### Presenze e reti nei club
Statistiche aggiornate al 20 settembre 2023.
| Stagione        | Squadra            | Campionato      | Campionato | Campionato | Coppe nazionali | Coppe nazionali | Coppe nazionali | Coppe continentali | Coppe continentali | Coppe continentali | Altre coppe | Altre coppe | Altre coppe | Totale | Totale | Totale |
| Stagione        | Squadra            | Comp            | Pres       | Reti       | Comp            | Pres            | Reti            | Comp               | Pres               | Reti               | Comp        | Pres        | Reti        | Pres   | Reti   |        |
| --------------- | ------------------ | --------------- | ---------- | ---------- | --------------- | --------------- | --------------- | ------------------ | ------------------ | ------------------ | ----------- | ----------- | ----------- | ------ | ------ | ------ |
| 2015-2016       | Sporting Lisbona B | SL              | 2          | 0          |                 | -               | -               |                    | -                  | -                  |             | -           | -           | 2      | 0      |        |
| 2016-2017       | Sporting Lisbona B | SL              | 30         | 6          |                 | -               | -               |                    | -                  | -                  |             | -           | -           | 30     | 6      |        |
| 2017-2018       | Sporting Lisbona B | SL              | 15         | 2          |                 | -               | -               |                    | -                  | -                  |             | -           | -           | 15     | 2      |        |
| 2018-2019       | Cova da Piedade    | SL              | 21         | 2          | CP+CdL          | 1+0             | 0               |                    | -                  | -                  |             | -           | -           | 22     | 2      |        |
| 2019-2020       | Penafiel           | SL              | 22         | 5          | CP+CdL          | 0+4             | 0               |                    | -                  | -                  |             | -           | -           | 26     | 5      |        |
| 2020-2021       | Penafiel           | SL              | 29         | 9          | CP+CdL          | 1+0             | 0               |                    | -                  | -                  |             | -           | -           | 30     | 9      |        |
| 2021-2022       | Penafiel           | SL              | 33         | 1          | CP+CdL          | 2+4             | 0               |                    | -                  | -                  |             | -           | -           | 39     | 1      |        |
| 2022-2023       | Estrela Amadora    | SL              | 24+2       | 7+0        | CP+CdL          | 0+3             | 0               |                    | -                  | -                  |             | -           | -           | 29     | 7      |        |
| 2023-2024       | Estrela Amadora    | PL              | 5          | 1          | CP+CdL          | 0+1             | 0+1             |                    | -                  | -                  |             | -           | -           | 6      | 2      |        |
| Totale carriera | Totale carriera    | Totale carriera | 183        | 33         |                 | 16              | 1               |                    | -                  | -                  |             | -           | -           | 199    | 34     |        |